# Hummeltal
Hummeltal település Németországban, azon belül Bajorországban. Lakosainak száma 2460 fő (2023. december 31.).

## Népesség
A település népessége az elmúlt években az alábbi módon változott:
| Lakosok száma | 1499 | 1190 | 2353 | 2349 | 2383 | 2374 | 2401 | 2341 | 2431 | 2460 |
|               | 1970 | 1975 | 2011 | 2012 | 2014 | 2015 | 2017 | 2019 | 2022 | 2023 |